# شوكت الربيعي
شوكت الربيعي (1940) هو باحث في الفن وتاريخ الفنانين وفنان تشكيلي عراقي، له العديد من المعارض المحلية والدولية.

## حياته
ولد شوكت الربيعي في مدينة القادرية عام 1940 في محافظة ميسان. أكمل دراسته الابتدائية والثانوية فيها، بعدها ذهب إلى بغداد ليدرس في معهد الفنون الجميلة في قسم الرسم، تخرج منه عام 1963. بعد تخرجه أسس جماعة للفنون التشكيلية في مدينة العمارة أطلق عليها "جماعة الجنوب"؛ نسبة إلى مدينته التي تقع في جنوب العراق. أقام معرضه الشخصي الأول في قاعة نقابة المعلمين في العمارة. وأنجز العديد من المعارض بين عامي 1970 و1973.
شارك بتأسيس رابطة نقاد الفن (الإيكا) المبدئي عام 1975، حصل على جائزة الفنون الإبداعية من وزارة الإعلام والثقافة العراقية مع نقابة الفنانين عام 1990، اشترك في معارض جماعية في جمعية الفنانين التشكيلين واتحاد الفنانين العراقيين والرابطة الدولية للفنون التشكيلية من الستينيات حتى التسعينيات.

## مؤلفاته
نشر العديد من المقالات الأدبية والإجتماعية في الصحف والمجلات المحلية، لكن من أشهر مؤلفاته هي:
- مقدمة في تاريخ الفن العراقي 1970.
- الفن التشكيلي المعاصر في العراق 1972.[4]
- لوحات وأفكار 1976.
- الفن التشكيلي في الفكر العربي الثوري 1979.
- الفن التشكيلي في الخليج العربي 1980.
- الفن العربي المعاصر 1982.
- الفن التشكيلي المعاصر في الوطن العربي: 1885-1985، وزارة الثقافة والإعلام، دار الشؤون الثقافية والعامة 1986.[5]
- طائر الشوف الأصفر: سفر في رؤى الفن و تحرير الإبداع، 2000.[6]

## عضوية ومناصب
- عضو في جمعية ونقابة الفنانين العراقيين.
- عضو في الرابطة الدولية للفنون التشكيلية (اليونسكو).
- عضو في هيئة نقاد الفن الدولية.
- عضو في الاتحاد العام للأدباء والكتاب في العراق.